# Hirudisoma pyrenaeum
Hirudisoma pyrenaeum är en mångfotingart som först beskrevs av Ribaut 1908.  Hirudisoma pyrenaeum ingår i släktet Hirudisoma och familjen Hirudisomatidae. Inga underarter finns listade i Catalogue of Life.